# Selección femenina de fútbol de Nicaragua
La selección femenina de fútbol de Nicaragua es el equipo representativo del país en las competiciones oficiales de fútbol femenino. Su organización está a cargo de la Federación Nicaragüense de Fútbol, la cual es miembro de la Concacaf.

## Estadísticas

### Copa Mundial Femenina de Fútbol
| Edición | Resultado               | Posición                | PJ                      | PG                      | PE                      | PP                      | GF                      | GC                      |
| ------- | ----------------------- | ----------------------- | ----------------------- | ----------------------- | ----------------------- | ----------------------- | ----------------------- | ----------------------- |
| 1991    | No existía la selección | No existía la selección | No existía la selección | No existía la selección | No existía la selección | No existía la selección | No existía la selección | No existía la selección |
| 1995    | No existía la selección | No existía la selección | No existía la selección | No existía la selección | No existía la selección | No existía la selección | No existía la selección | No existía la selección |
| 1999    | No existía la selección | No existía la selección | No existía la selección | No existía la selección | No existía la selección | No existía la selección | No existía la selección | No existía la selección |
| 2003    | No clasificó            | No clasificó            | No clasificó            | No clasificó            | No clasificó            | No clasificó            | No clasificó            | No clasificó            |
| 2007    | No clasificó            | No clasificó            | No clasificó            | No clasificó            | No clasificó            | No clasificó            | No clasificó            | No clasificó            |
| 2011    | No clasificó            | No clasificó            | No clasificó            | No clasificó            | No clasificó            | No clasificó            | No clasificó            | No clasificó            |
| 2015    | No clasificó            | No clasificó            | No clasificó            | No clasificó            | No clasificó            | No clasificó            | No clasificó            | No clasificó            |
| 2019    | No clasificó            | No clasificó            | No clasificó            | No clasificó            | No clasificó            | No clasificó            | No clasificó            | No clasificó            |
| 2023    | No clasificó            | No clasificó            | No clasificó            | No clasificó            | No clasificó            | No clasificó            | No clasificó            | No clasificó            |
| 2027    | Por disputarse          | Por disputarse          | Por disputarse          | Por disputarse          | Por disputarse          | Por disputarse          | Por disputarse          | Por disputarse          |
| Total   | 0/9                     | -                       | -                       | -                       | -                       | -                       | -                       | -                       |

### Campeonato Femenino de la Concacaf
| Edición | Resultado               | Posición                | PJ                      | PG                      | PE                      | PP                      | GF                      | GC                      |
| ------- | ----------------------- | ----------------------- | ----------------------- | ----------------------- | ----------------------- | ----------------------- | ----------------------- | ----------------------- |
| 1991    | No existía la selección | No existía la selección | No existía la selección | No existía la selección | No existía la selección | No existía la selección | No existía la selección | No existía la selección |
| 1993    | No existía la selección | No existía la selección | No existía la selección | No existía la selección | No existía la selección | No existía la selección | No existía la selección | No existía la selección |
| 1994    | No existía la selección | No existía la selección | No existía la selección | No existía la selección | No existía la selección | No existía la selección | No existía la selección | No existía la selección |
| 1998    | No existía la selección | No existía la selección | No existía la selección | No existía la selección | No existía la selección | No existía la selección | No existía la selección | No existía la selección |
| 2000    | No clasificó            | No clasificó            | No clasificó            | No clasificó            | No clasificó            | No clasificó            | No clasificó            | No clasificó            |
| 2002    | No clasificó            | No clasificó            | No clasificó            | No clasificó            | No clasificó            | No clasificó            | No clasificó            | No clasificó            |
| 2006    | No clasificó            | No clasificó            | No clasificó            | No clasificó            | No clasificó            | No clasificó            | No clasificó            | No clasificó            |
| 2010    | No clasificó            | No clasificó            | No clasificó            | No clasificó            | No clasificó            | No clasificó            | No clasificó            | No clasificó            |
| 2014    | No clasificó            | No clasificó            | No clasificó            | No clasificó            | No clasificó            | No clasificó            | No clasificó            | No clasificó            |
| 2018    | No clasificó            | No clasificó            | No clasificó            | No clasificó            | No clasificó            | No clasificó            | No clasificó            | No clasificó            |
| 2022    | No clasificó            | No clasificó            | No clasificó            | No clasificó            | No clasificó            | No clasificó            | No clasificó            | No clasificó            |
| Total   | 0/11                    | -                       | -                       | -                       | -                       | -                       | -                       | -                       |

### Copa Oro Femenina de la Concacaf
| Edición | Resultado    | Posición     | PJ           | PG           | PE           | PP           | GF           | GC           |
| ------- | ------------ | ------------ | ------------ | ------------ | ------------ | ------------ | ------------ | ------------ |
| 2024    | No clasificó | No clasificó | No clasificó | No clasificó | No clasificó | No clasificó | No clasificó | No clasificó |
| Total   | 0/1          | -            | -            | -            | -            | -            | -            | -            |

## Últimos partidos y próximos encuentros
Actualizado al último partido jugado el 11 de julio de 2024
| Fecha      | Ciudad         | Local       | Resultado | Visitante | Competición                  |
| ---------- | -------------- | ----------- | --------- | --------- | ---------------------------- |
| 25-10-2023 | Fort-de-France | Martinica   | 1:0       | Nicaragua | Clas. Copa Oro Femenina 2024 |
| 29-10-2023 | Managua        | Nicaragua   | 1:1       | Martinica | Clas. Copa Oro Femenina 2024 |
| 29-11-2023 | Estelí         | Nicaragua   | 2:1       | Honduras  | Clas. Copa Oro Femenina 2024 |
| 03-12-2023 | San Salvador   | El Salvador | 4:1       | Nicaragua | Clas. Copa Oro Femenina 2024 |
| 06-12-2023 | Sao Paulo      | Brasil      | 4:0       | Nicaragua | Partido amistoso             |
| 06-04-2024 | Diriamba       | Nicaragua   | 0:0       | Cuba      | Partido amistoso             |
| 09-04-2024 | Managua        | Nicaragua   | 3:0       | Cuba      | Partido amistoso             |
| 01-06-2024 | Managua        | Nicaragua   | 1:0       | Perú      | Partido amistoso             |
| 04-06-2024 | Estelí         | Nicaragua   | 1:0       | Perú      | Partido amistoso             |
| 11-07-2024 | Managua        | Nicaragua   | 2:0       | Panamá    | Partido amistoso             |

## Entrenadores
- Elna Dixon Rocha (2006-2007)
- Alexis Zepeda (2013-2014) Medalla de plata Juegos Centroamericanos San José 2013
- Henry Alvarado (2007-2011)
- Óscar Blanco (2011-2011)
- Ederlei Pereira Pedroso (2011-2013)
- Jeniffer Fernández (2013-2014)
- Antonio Macías (2014-2015)
- Elna Dixon Rocha (segunda vez) (2015-2023)
- Dorival Bueno (2023-2025)
- Jaime Ruiz (2025-actualidad)